# Мама (кратки филм)
„Мама” је југословенски кратки филм из 1980. године. Режирао га је Зоран Поповић који је написао и сценарио.

## Улоге
| Глумац             | Улога |
| ------------------ | ----- |
| Предраг Ејдус      |       |
| Сања Милосављевић  |       |
| Александра Николић |       |
| Миле Станковић     |       |